# 圣奥古斯丁 (德国)
圣奥古斯丁（德語：Sankt Augustin，發音：[zaŋkt ˈaʊɡʊstiːn] ⓘ）是德国北莱茵-威斯特法伦州科隆行政区莱茵-锡格县的城市，面积82.69平方千米，2023年12月31日人口为56,692人。波恩-莱茵-锡格应用技术大学的主校区位于圣奥古斯丁。

## 人物
- 克劳斯·金克尔，前德国自由民主党政治人物

## 友好城市
圣奥古斯丁与以下城市结为友好城市：
- 英格兰 格兰瑟姆
- 以色列 梅瓦塞雷特锡安（英语：Mevaseret Zion）
- 匈牙利 森特什